# Jean Marais
Jean-Alfred Villain-Marais (Cherbourg, 11. prosinca 1913. - Cannes, 8. studenog 1998.) poznat kao Jean Marais, bio je francuski glumac, redatelj, slikar, kipar i fotograf. Pojavio se u više od 100 filmova. Godine 1996. primio je francuski orden „Legija časti” za doprinos francuskoj kinematografiji.
Rođen je u Cherbourgu. Nakon što je izgubila dvogodišnju kćer Madeleine, majka Aline bila je jako razočarana kada je rodila dječaka pa ga je odgajala kao djevojčicu do šeste godine. Kasnije je saznao da mu je majka bila kleptomanka i da je bila u zatvoru.
Prvo je imao male uloge u filmovima poput „Pjesma ulica" (1933.) i „Kobac" (1933.). Na kazališnoj produkciji „Oedipa" (1937.) upoznao je Jeana Cocteaua, koji mu je dao ulogu u svojoj drami „Les Chevaliers de la table ronde".
Njegov veliki proboj dogodio se u filmu „L'Éternel retour" (1943.), koji je napisao Cocteau. Stasao je nakon uloga u „Carmen" (1944.) i kultnoj „Ljepotici i zvijeri" (1946.) u Cocteauovoj režiji.
Nakon Cocteauove smrti nastavio je uspješnu karijeru. Veliki hit bio je „Grof Monte Cristo" (1954.). Postao je zvijezda avanturističkih filmova s „Le Bossu" (1959.) i trilogijom „Fantomas" (1964.-1967.).
Nakon 1970. usredotočio se na kazalište, povremeno se vraćajući filmu. Pojavio se u filmovima „Jadnici" (1995.) i „Krađa ljepote" (1996.). Radio je kao kipar - njegova skulptura „Le passe muraille" stoji u Montmartreu.
Umro je 1998. od kardiovaskularne bolesti u Cannesu. Pokopan je u Vallaurisu.